# Operaorkestern
Operaorkestern (franska: L'orchestre de l'Opéra) är en oljemålning av den franske konstnären Edgar Degas. Den målades omkring 1870 och är utställd på Musée d'Orsay i Paris. 
Målningen visar musikerna i orkesterdiket på Parisoperan på Rue Le Peletier (som brann ner 1873 och 1875 ersattes av L'Opéra Garnier). Vid tidpunkten för denna målning hade Degas allt mer lämnat historiemåleriet bakom sig och övergått till att skildra livet i det samtida Paris, på dess kaféer, teatrar och kabaréer, på cirkus och hästkapplöpningar. Operan var han särskilt bekant med och han kände flera av dess musiker. I förgrunden syns Degas vän, Désiré Dihau (1833–1909), som spelar fagott. Bakom Dihau med en cello sitter Louis-Marie Pilet (1815–1877) och till vänster med tvärflöjt sitter Joseph-Henri Altès (1826–1895). Den enda synliga personen i publiken sitter i logen till vänster om scenen och högst upp i bilden. Mannen har identifierats som den unge kompositören Emmanuel Chabrier (1841–1895). 
Operaorkestern är en relativt tidig Degasmålning; den målades strax innan Degas ryckte in för att tjänstgöra i fransk-tyska kriget 1870–1871. Familjen Dihau ägde målningen fram till 1923 då den förvärvades av franska staten; 1985 fick den sin permanenta placering på Musée d'Orsay. Den var den första i en serie målningar av orkestermedlemmar. En senare något större (63,6 x 49 cm) version är Orkestermusiker (franska: Musiciens à l'orchestre) som målades 1872. Den ingår sedan 1912 i samlingarna på Städelsches Kunstinstitut i Frankfurt. I Frankfurtversionen har han bytt vinkel och låtit ballerinorna träda fram i sin helhet medan endast bakhuvudet syns på orkestermusikerna. Senare övergick Degas till att framför allt måla ballerinor, till exempel i Dansklassen (1874).

## Relaterade målningar

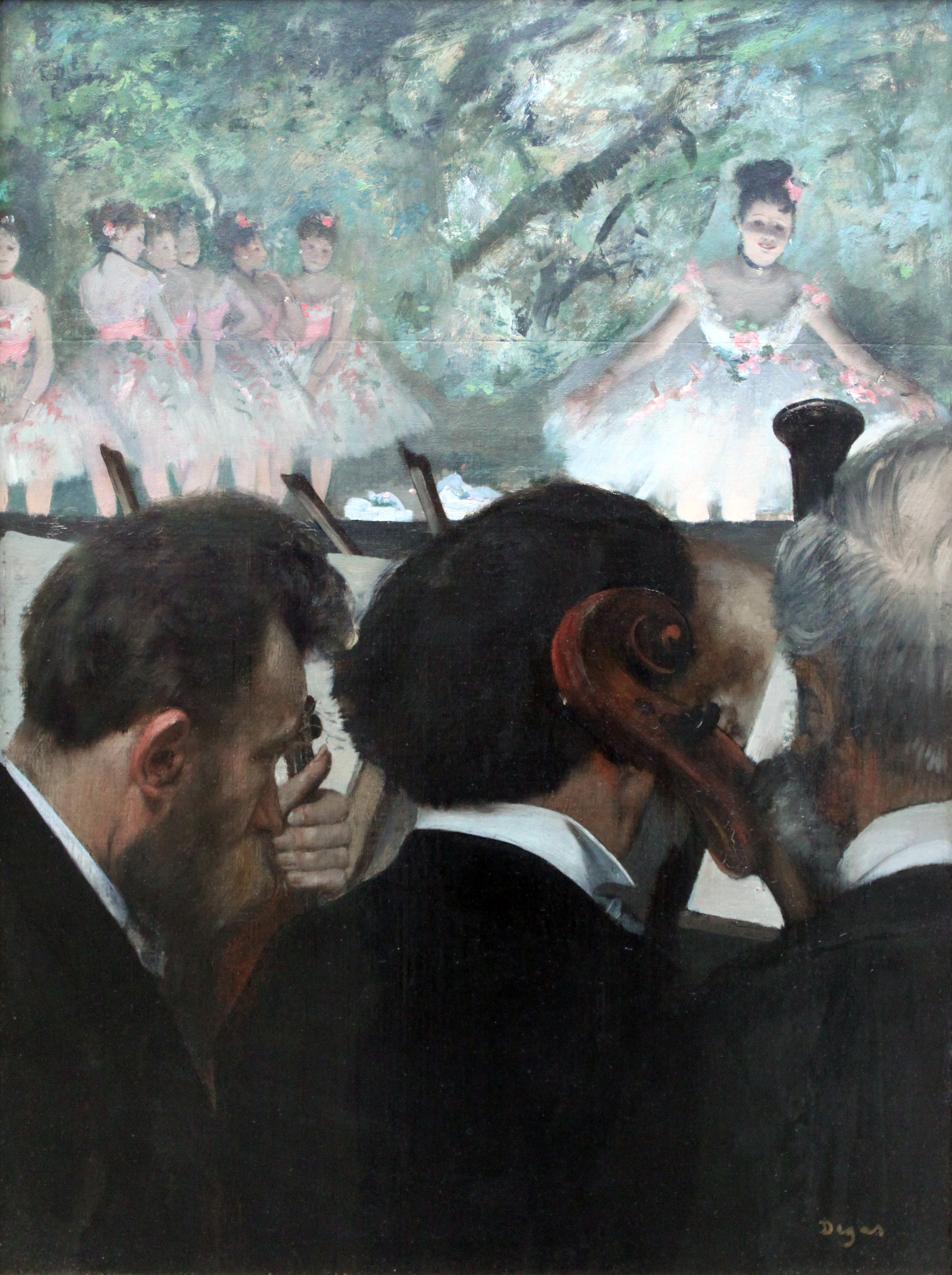
Degas Orkestermusiker från 1872, Städelsches Kunstinstitut.
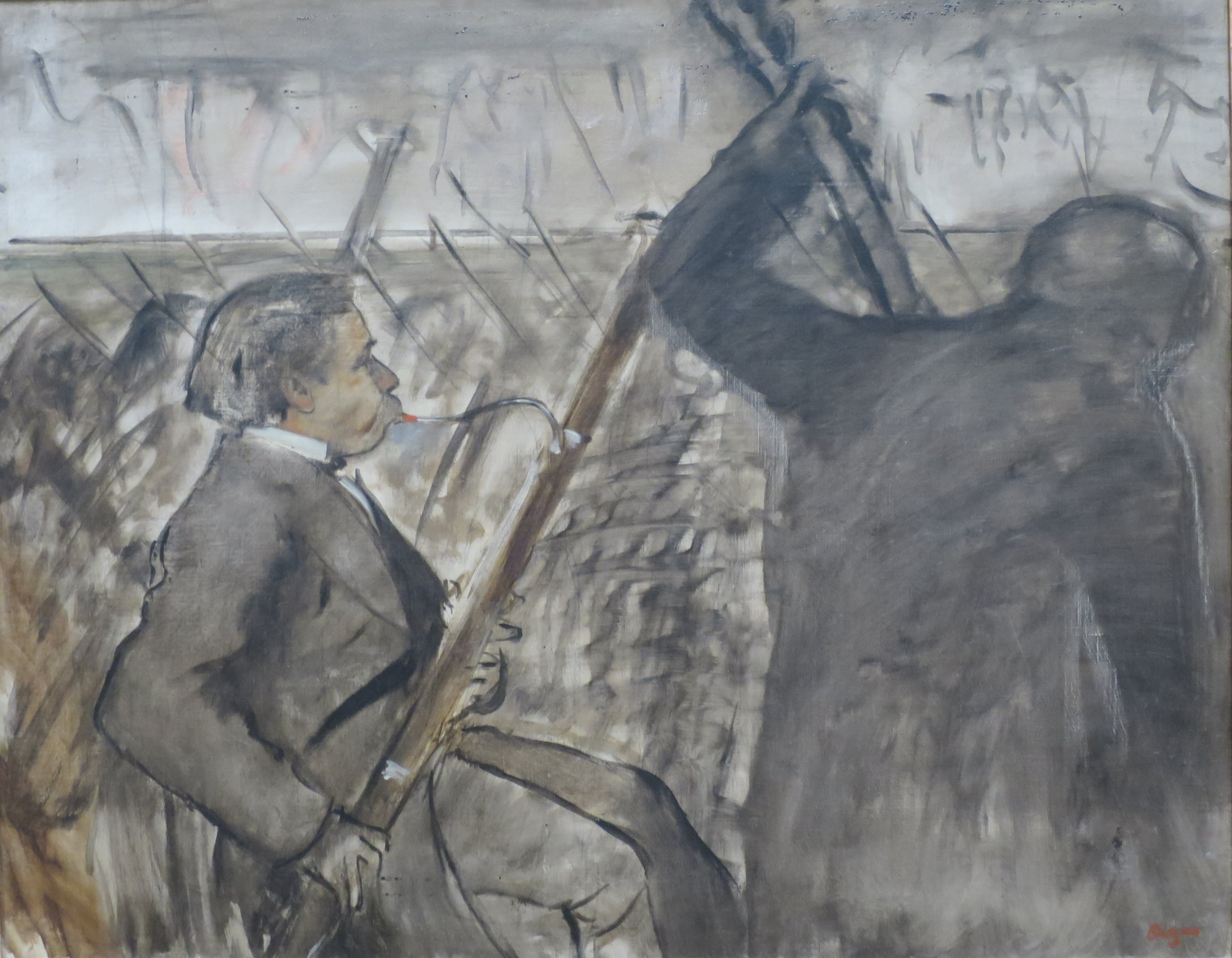
Degas porträtt av Désiré Dihau från cirka 1870.
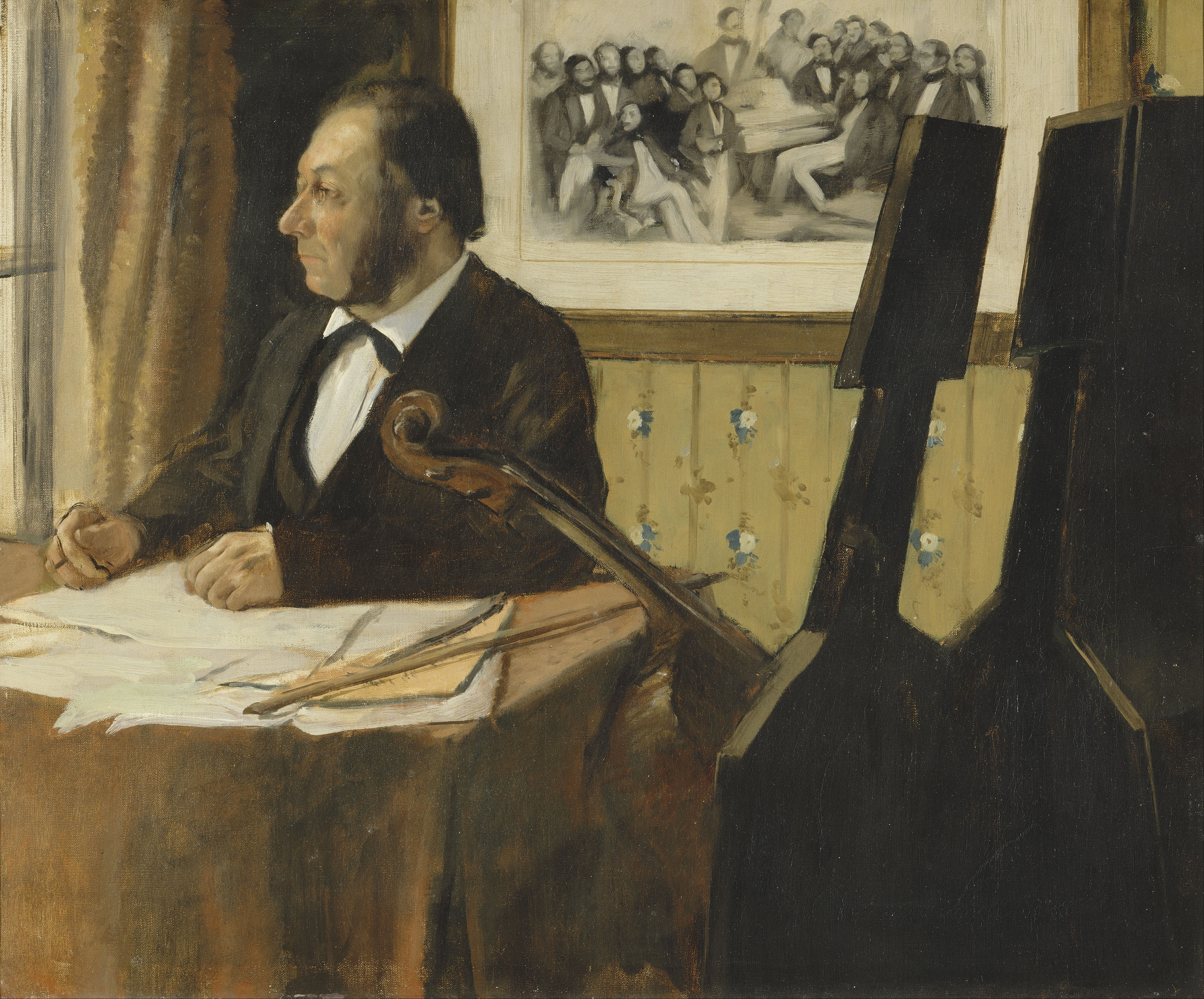
Degas Cellisten Pilet från 1868–1869. Musée d'Orsay.
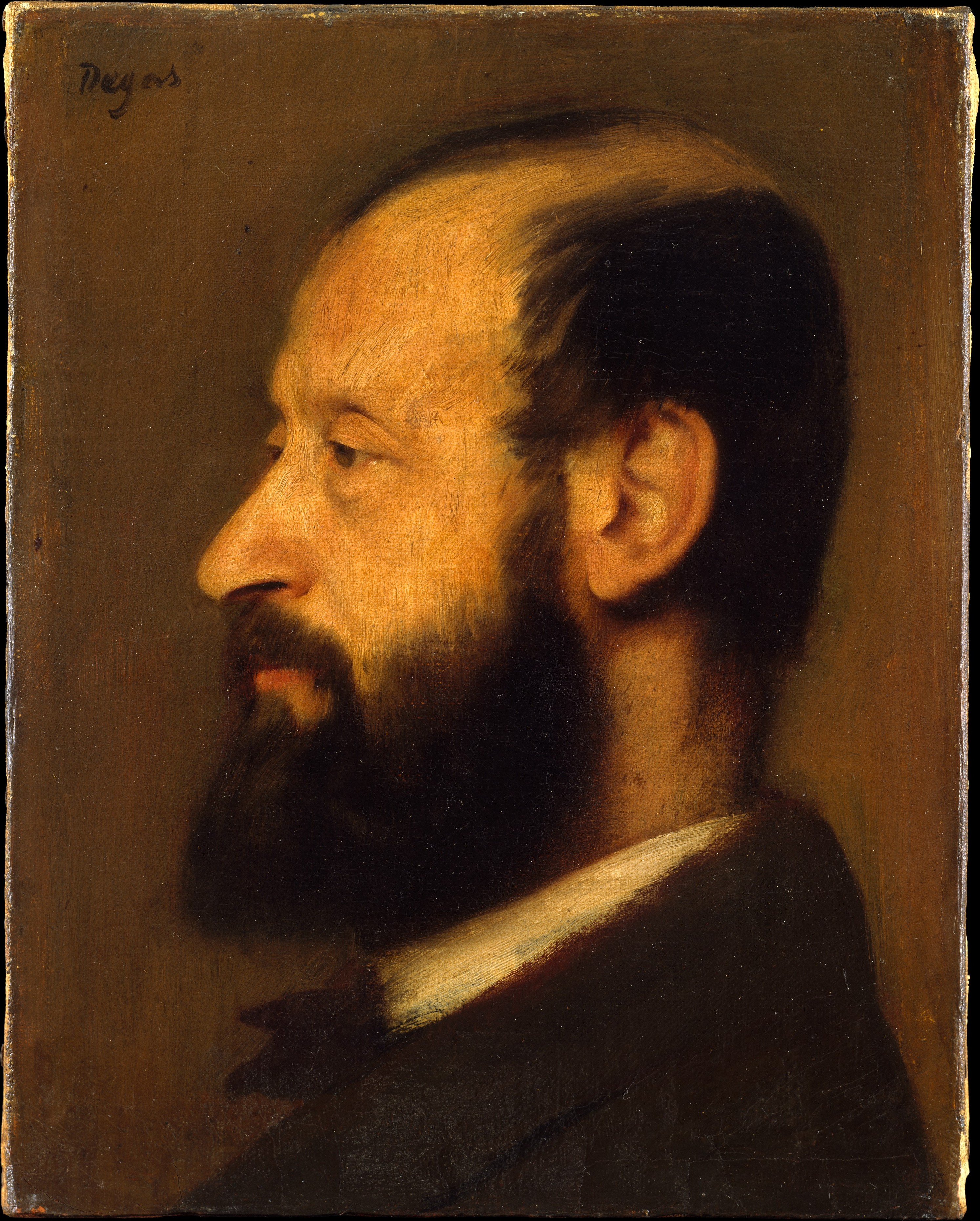
Degas porträtt av Joseph-Henri Altès från 1868. Metropolitan Museum of Art.